# Amt Hunnesrück
Das Amt Hunnesrück war ein historisches Verwaltungsgebiet des Hochstifts Hildesheim bzw. des Königreichs Hannover.

## Geschichte

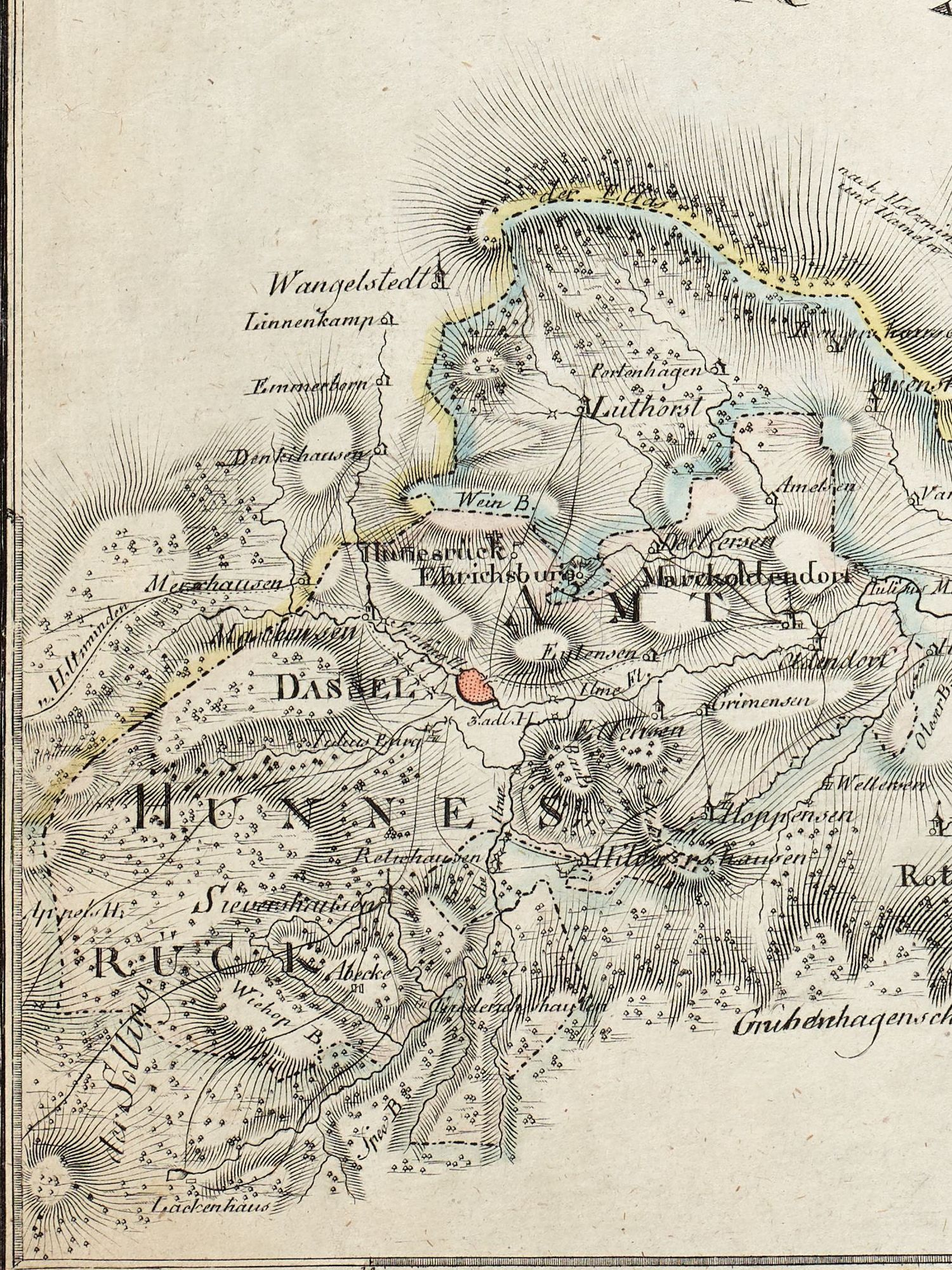
Amt Hunnesrück auf einer Karte des Kartografen Carl Wilckens

Der Hildesheimer Bischof Siegfried II. kaufte 1310 die Burg Hunnesrück einschließlich der umliegenden Ortschaften. Das aus der vormaligen Grafschaft Dassel entstandene Gebiet ließ er von Amtsvögten von dieser Burg aus verwalten. Nachdem das Hochstift Hildesheim in Rahmen der Hildesheimer Stiftsfehde dieses Gebiet 1523 an das Fürstentum Calenberg abgeben musste, wurde das Gebiet fortan im Amt Erichsburg verwaltet. 1643 kam das Gebiet erneut zum Hochstift Hildesheim. Es lag nunmehr als Exklave 25 Kilometer entfernt vom nächstgelegenen Amt Winzenburg. Bis auf das Amt Hunnesrück im äußersten Südwesten seines Territoriums gab es im Hochstift Hildesheim nach 1643 nur ein zusammenhängendes Staatsgebiet. Die Verwaltung erfolgte seitdem nicht mehr in der inzwischen abgebrochenen Burg Hunnesrück, sondern in neu errichteten Verwaltungsgebäuden in dem Dorf Hunnesrück. Das Gebiet gehörte unter westphälischer Herrschaft von 1807 bis 1813 zum Kanton Dassel. 1817 wurde das Amt Hunnesrück mit dem benachbarten Amt Erichsburg vereinigt und schließlich 1859 in das Amt Einbeck eingegliedert.

## Gemeinden
Die folgende Tabelle listet alle Gemeinden auf, die dem Amt Hunnesrück bis 1807 angehört haben und ihre Gemeindezugehörigkeit heute. Dazu zählten eine Stadt, Marktflecken, Dörfer und Weiler, sowie Einzelhäuser und ähnliche Liegenschaften, wenn sie im zu Grunde liegenden Verzeichnis genannt sind.  In Spalte 2 ist die Anzahl aller Haushalte im Jahre 1760 verzeichnet, und zwar Freie Häuser, Vollhöfe, Halbspännerhöfe, Viertelspännerhöfe, Großköthnerhöfe, Kleinköthnerhöfe und Brinksitzer zusammengenommen (im Original jeweils einzeln aufgeführt). Leider fehlen die Daten im Amt Hunnesrück auf Grund eines Druckfehlers im Original für die Gemeinden Mackensen, Markoldendorf, Oldendorf und Sievershausen. In Spalte 3 ist die Einwohnerzahl im Jahr 1910 verzeichnet, in Spalte 4 die heutige Gemeindezugehörigkeit, in Spalte 5 Anmerkungen, die zumeist auf den Anmerkungen im Original 1760 bei Büsche beruhen. Die Gemeinde Relliehausen war umstritten zwischen dem Fürstentum Calenberg-Hannover und dem Hochstift Hildesheim.
| Altgemeinde      | Haushalte | 1910  | heute   | Anmerkung (Original 1760 in kursiv)                                                     |
| ---------------- | --------- | ----- | ------- | --------------------------------------------------------------------------------------- |
| Abbecke          | -         | -     | Dassel  | Die Siedlung Abbecke wurde erst 1780 gegründet und zählte 1910 bereits zu Sievershausen |
| Amelsen          | 46        | 433   | Dassel  | Dorf                                                                                    |
| Dassel           | 247       | 1.554 | Dassel  | Dassell, Stadt, darin 3 adelige Häuser, 5 Frey-Häuser, 1 Mühle                          |
| Deitersen        | 25        | 206   | Dassel  | Dorf                                                                                    |
| Eilensen         | 34        | 175   | Dassel  | Dorf                                                                                    |
| Friedrichshausen | 4         | 56    | Dassel  | adeliges Haus, wobei eine Mühle                                                         |
| Hilwartshausen   | 42        | 720   | Dassel  | Hilvershausen, Dorf                                                                     |
| Holtensen        | 23        | 393   | Einbeck | Dorf                                                                                    |
| Hoppensen        | 3         | 137   | Dassel  | adeliges Haus, wobei 2 deputierte Häuser                                                |
| Hunnesrück       | 2         | 290   | Dassel  | Amtshaus, wobei 1 freier Hof, 1910 zusammen mit dem benachbarten Vorwerk Erichsburg     |
| Jägerhof         | 1         | -     | Dassel  | Jägerhof zu Rellichhausen, ein Frey-Hof                                                 |
| Juliusburg       | 1         | -     | Dassel  | Juliusburg oder Schäferhof vor Dassel, ein adeliger Hof, später: Rittergut Juliusburg   |
| Krimmensen       | 20        | 160   | Dassel  | Cummensen, Dorf                                                                         |
| Mackensen        | k. A.     | 584   | Dassel  | Dorf, wobei zwei Mühlen                                                                 |
| Markoldendorf    | k. A.     | 970   | Dassel  | Mark Ohlendorf, Flecken                                                                 |
| Oldendorf        | k. A.     | 437   | Dassel  | Ohlendorf, Dorf; 1939 wurde das ältere Oldendorf mit Markoldendorf zusammengelegt       |
| Sievershausen    | k. A.     | 1.043 | Dassel  | Dorf                                                                                    |

## Drosten und Amtmänner

### Drosten
- 1649–1675: Arnold Friedrich von Landsberg, Drost
- 1675–1694: Arnold von Bilandt, Drost
- 1694–1732: Jobst Edmund von Brabeck, Drost
- 1733–1754: Engelbert Ignaz Arnold von Bocholtz, Drost
- 1754–1769: Johann Georg Raban Gottlob von Hörde, Drost
- 1769–1777: Ferdinand Graf von Plettenberg, Drost
- 1777–1802: Clemens August Freiherr (1792 Graf) von Westphalen, Drost

### Amtmänner
- 1694–1699: Andreas Probst
- 1728–1740: Ignaz Christopherus Schlanstein
- 1741–1758: Franz Anton Müller
- 1758–1770: Edmund Müller
- 1770: Franz A. Sironval
- 1770–1779: Joachim Franz Graen
- 1779–1797: Philipp Anton Flöckher
- 1797–1802: Edmund Osthaus